# 小行星1108
小行星1108（1108 Demeter）是一颗绕太阳运转的小行星，为主小行星带小行星。该小行星于1929年5月31日发现。
該小行星以希臘神話的大地女神狄蜜特命名。

## 轨道参数
小行星1108的轨道半长轴为2.4267845 UA，离心率为0.257。